# Actinotia quietior
Actinotia quietior är en fjärilsart som beskrevs av Dhl. Actinotia quietior ingår i släktet Actinotia och familjen nattflyn. Inga underarter finns listade i Catalogue of Life.